# Polsko Kosovo
Polsko Kosovo (Bulgaars: Полско Косово) is een dorp in het noordoosten van Bulgarije. Het dorp is gelegen in de gemeente Bjala, oblast Roese. Het dorp ligt ongeveer 52 km ten zuidwesten van Roese en 205 km ten noordoosten van de hoofdstad Sofia.

## Bevolking
Op 31 december 2020 telde het dorp Polsko Kosovo 1.099 inwoners. Het aantal inwoners vertoont al tientallen jaren een dalende trend: in 1956 woonden er nog 2.921 personen in het dorp.
| Bevolkingsontwikkeling van Polsko Kosovo tussen 1934 en 2020 |
| ------------------------------------------------------------ |
|                                                              |
| ■ Volkstellingen ■ Schatting                                 |

In het dorp wonen grotendeels etnische Bulgaren, maar er is ook een grote minderheid van Roma. In 2011 identificeerden 787 van de 1.218 ondervraagden zichzelf als etnische Bulgaren, oftewel 64,6% van alle ondervraagden. De overige ondervraagden noemden zichzelf vooral etnische Roma (364 personen, oftewel 29,9%).
| Etnische samenstelling van de respondenten (2011) | Etnische samenstelling van de respondenten (2011) | Etnische samenstelling van de respondenten (2011) | Etnische samenstelling van de respondenten (2011) | Etnische samenstelling van de respondenten (2011) |
| ------------------------------------------------- | ------------------------------------------------- | ------------------------------------------------- | ------------------------------------------------- | ------------------------------------------------- |
|                                                   |                                                   |                                                   |                                                   |                                                   |
| Bulgaren                                          | Bulgaren                                          |                                                   | 64,6%                                             | 64,6%                                             |
| Turken                                            | Turken                                            |                                                   | 1,3%                                              | 1,3%                                              |
| Roma                                              | Roma                                              |                                                   | 29,9%                                             | 29,9%                                             |
| Anders/Onbekend                                   | Anders/Onbekend                                   |                                                   | 4,2%                                              | 4,2%                                              |